# Nereis latescens
Nereis latescens är en ringmaskart som beskrevs av Chamberlin 1919. Nereis latescens ingår i släktet Nereis och familjen Nereididae. Inga underarter finns listade i Catalogue of Life.